# Las Moras, San Luis Potosí
Las Moras är en ort i Mexiko.   Den ligger i kommunen Mexquitic de Carmona och delstaten San Luis Potosí, i den centrala delen av landet, 400 km nordväst om huvudstaden Mexico City. Las Moras ligger 1 961 meter över havet och antalet invånare är 733.
Terrängen runt Las Moras är kuperad västerut, men österut är den platt. Runt Las Moras är det ganska tätbefolkat, med 54 invånare per kvadratkilometer. Närmaste större samhälle är San Luis Potosí, 16,5 km sydost om Las Moras. Omgivningarna runt Las Moras är i huvudsak ett öppet busklandskap.